# Bouzy-la-Forêt
Bouzy-la-Forêt ist eine französische Gemeinde im Département Loiret in der Region Centre-Val de Loire. Sie hat 1.231 Einwohner (Stand: 1. Januar 2022), die sich Bulzaciens nennen. Bouzy-la-Forêt gehört zum Arrondissement Orléans und zum Kanton Châteauneuf-sur-Loire.

## Geographie
Bouzy-la-Forêt liegt etwa 35 Kilometer ostsüdöstlich von Orléans im Tal der Loire, das hier Teil des Welterbes Val de Loire ist. Umgeben wird Bouzy-la-Forêt von den Nachbargemeinden Châtenoy im Norden und Nordosten, Vielles-Maisons-sur-Joudry im Osten, Bray-en-Val im Süden, Saint-Aignan-des-Gués im Südwesten sowie Saint-Martin-d’Abbat im Westen und Nordwesten.

## Bevölkerungsentwicklung
| 1962                       | 1968 | 1975 | 1982 | 1990 | 1999 | 2006 | 2018 |
| -------------------------- | ---- | ---- | ---- | ---- | ---- | ---- | ---- |
| 582                        | 525  | 541  | 719  | 766  | 864  | 1117 | 1219 |
| Quellen: Cassini und INSEE |      |      |      |      |      |      |      |

## Sehenswürdigkeiten

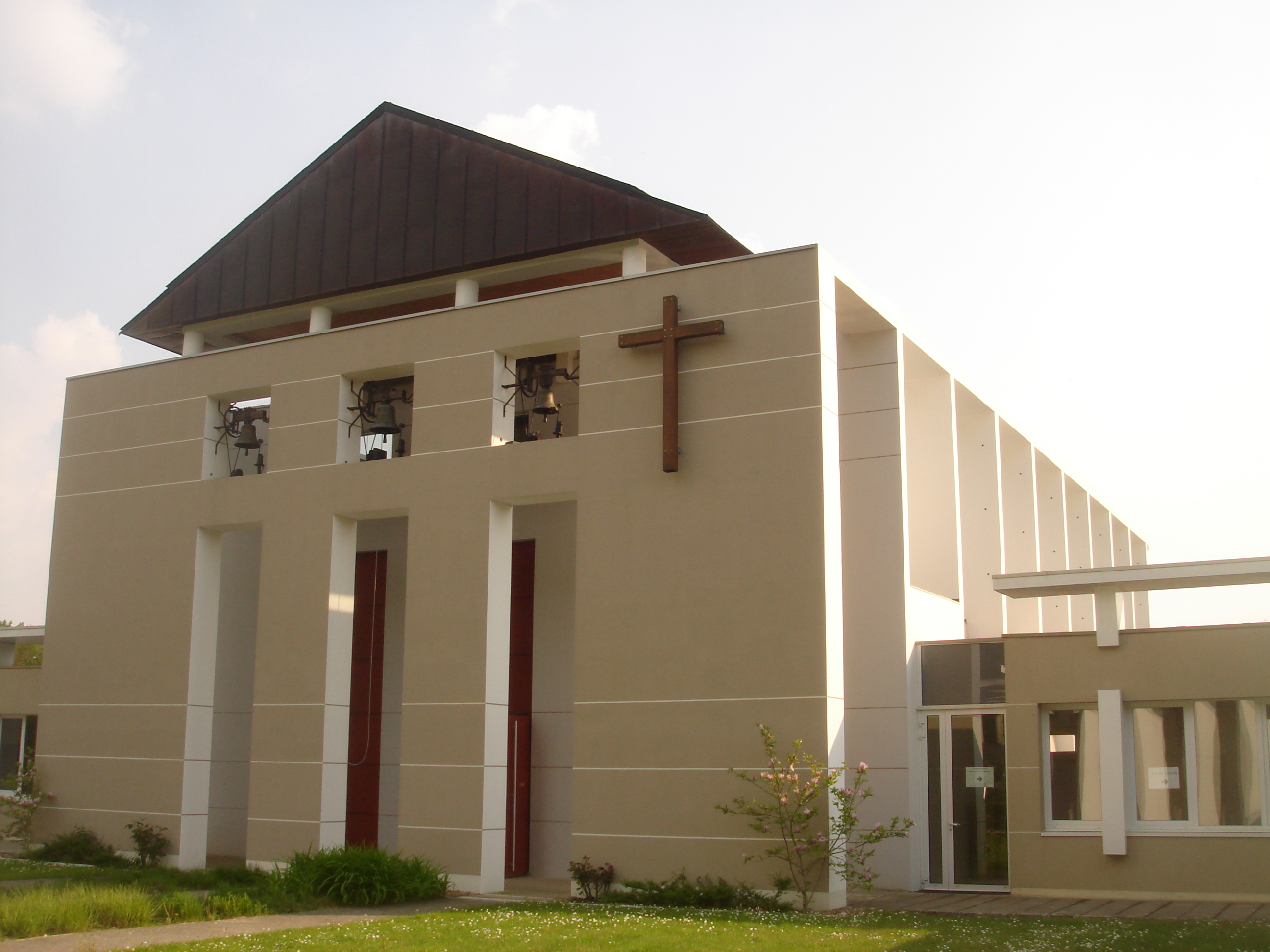
Kirche des Klosters Notre-Dame

- Kloster Notre-Dame, Konvent der Benediktinerkongregation Notre-Dame du Calvaire